# Ferdinand Joachimsthal
Ferdinand J. Joachimsthal (Złotoryja, 9 de março de 1818 — Wrocław, 5 de abril de 1861) foi um matemático alemão.